# 小行星7331
小行星7331（7331 Balindblad）是一颗绕太阳运转的小行星，为主小行星带小行星。该小行星于1985年10月15日发现。

## 轨道参数
小行星7331的轨道半长轴为3.1843452 UA，离心率为0.036。